# Ação Democrática
A Ação Democrática (em castelhano: Acción Democrática), mais conhecida pelo acrónimo AD, é um partido político venezuelano de centro-esquerda fundado pelo ex-presidente da Venezuela, Rómulo Betancourt, em 13 de setembro de 1941. Durante a vigência do Pacto de Punto Fijo, período da história política venezuelana denominado Quarta República, a AD foi um dos dois partidos majoritários do país, tendo sido o partido mais votado em seis das oito eleições presidenciais realizadas, além de ter composto as maiores bancadas parlamentares no Congresso da Venezuela nas legislaturas eleitas durante este mesmo período.
A nível nacional, o partido integra a Aliança Democrática, coalizão partidária de oposição ao atual governo de Nicolás Maduro dentro da Assembleia Nacional da Venezuela. A nível internacional, o partido é membro da Internacional Socialista e Conferência Permanente de Partidos Políticos da América Latina (COPPPAL).

## Histórico
O seu antecedente mais longínquo foi a Agrupación Revolucionaria de Izquierda (ARDI) criada na Colômbia por Rómulo Betancourt e outros exilados venezuelanos em 1931. A esse partido seguiu em 1936, o Movimiento de Organización Venezolana (ORVE), que, ao se dissolver, deu passo para a criação do Partido Democrático Nacional (PDN). Depois surgiu o AD, criado em 1941 sendo um dos poucos partidos formados na Venezuela na primeira metade do século XX que duraram depois da queda da ditadura de Juan Vicente Gómez, junto com seus governos aliados que se mantiveram no poder e a ditadura de Marcos Pérez Jiménez. Alguns de seus membros fundadores formaram parte junto a outros dirigentes estudantis, na chamada Geração do 28: Rómulo Betancourt, Raúl Leoni, Luis Beltrán Prieto Figueroa, Gonzalo Barrios, Andrés Eloy Blanco, Leonardo Ruiz Pineda e Jesús Ángel Paz Galarraga.
Sua ideologia oficial é a social-democracia. O partido saiu da esquerda, de corrente marxista fundada por Victor Raúl Haya de la Torre, para uma ideologia social democrata que sustenta a planificação central da economia, os monopólios estatais da indústria petrolífera e pesada, telecomunicações e outros setores considerados estratégicos, amplos controles de preços e grande ativismo empresarial do Estado no setor financeiro, junto com um protecionismo de taxas de importação e crédito para o setor privado remanescente.
Ditos políticos compartilhados pelo partido social cristão COPEI, se transformaram no consenso socialista democrático do ponto fixismo e se aplicaram durante três décadas. Em que foi visto como um partido de centro-esquerda moderado, e inclusive acusado de direitista, influindo o não alinhasse com os soviéticos durante a Guerra Fria, e a contra repressão dos grupos guerrilheiros fidelistas de uma esquerda mais radical que na década de 1960 comprometida sua hegemonia. AD incluiu muitos elementos populistas e se havia declarado o "partido do povo", o partido também controlava a principal sindical do país, conhecida como Confederación de Trabajadores de Venezuela (CTV).
Desde a derrocada do ditador Marcos Pérez Jiménez, AD, COPEI, e URD, assinaram o Pacto de Punto Fijo, e a partir de então, se revezaram no governo membros da AD e do COPEI. AD tem governado em seis oportunidades: Rómulo Gallegos, Rómulo Betancourt, Raúl Leoni, Carlos Andrés Pérez (em duas ocasiões) e Jaime Lusinchi. Logo depois do segundo período do governo de Carlos Andrés Pérez, o partido perdeu a popularidade, especialmente nas eleições presidências de 1993 quando seu candidato, Cláudio Fermín, teve apenas 23% dos votos, sendo que nas eleições anteriores obteve mais de 50%.

### Atualidade
Os comícios de 1998 foram traumáticos, já que as pesquisas de opinião não davam mais opções de vitória de seu candidato, Luis Alfaro Ucero, por isso, uma semana antes das eleições, o candidato foi mudado, por Henrique Salas-Römer. Sendo esta o único candidato segundo as pesquisas capaz de disputar a presidência com Hugo Chávez, que ganharia de todas as formas. A partir desse momento o maior partido venezuelano do século XX seria passado para um partido de "segundo escalão". Nos comícios de 2000 para a presidência da República, não pôs candidato algum, e somente conseguiu dois estados para governar (Monagas e Apure) e reduziu seu número de deputados na Assembleia Nacional. Nas eleições regionais de 2004 somente ganhou o governo do estado de Nueva Esparta e algumas prefeituras.

## Perdas
AD como o resto dos partidos venezuelanos tem sofrido várias perdas nos últimos anos, sendo as mais importantes encabeçadas pelo setores juvenis de esquerda radical que fundaram o Movimiento de Izquierda Revolucionaria (Venezuela) de cunho marxista, que seria uma das principais forças políticas que se lançariam a luta guerrilheira contra o sistema de partidos instaurado em 1959. Posteriormente, sofreria de uma imporante, porém não massiva perda, encabeçada por Raul Gómez Gimenez, dirigente do chamado setor "ARS" do partido, que ao não conseguir fortalecer sua posição mirando às eleições de 1962, decidiu se separar e armar a candidatura de seu líder por separado. A mais sensível das perdas viria à acontecer nas eleições de 1458, quando o setor dirigido por Luis Beltrán Prieto Figueroa, secretário geral, e Jesus Angel Paz Galarraga, saíram ao não conseguir nomeação presidencial. E assim nasce o Movimiento Electoral Del Pueblo (MEP), que se bem não consegue o triunfo eleitoral, ao dividir a votação social democrata, faz com que a AD, o partido oficial, perca o poder frente a Rafael Caldera Rodríguez e a COPEI.
Em 1987 o Movimiento de Apertura y Participación Electoral, fundado por Carlos Andrés Pérez, com dissidentes da AD como plataforma eleitoral do ex-presidente, tendo em objetivo as eleições parlamentares de 1999. Igualmente, em 2008, Cláudio Fermín ex-prefeito de Caracas e ex-candidato à presidência ao ser expulso do partido, conforma a Renovación, com a que estaria presente a sua candidatura nas eleiões presidenciais de dezembro desse mesmo ano, o mesmo que se encarregaria de retirar ao não alcançar feitos importantes nas prévias parlamentares em novembro. Em 2000 Antonio Ledezma que foi prefeito do Município Libertador de Caracas, se criou outro cisma, o Alianza Bravo Pueblo, também com dissidentes da AD, outros depois fundaram o Pólo Democrático que também inclui ex-integrantes do Movimiento al Socialismo.

## Resultados eleitorais

### Eleições presidenciais
| Eleições | Candidatos próprios/apoiados        | Pos.         | Votos        | %            | Status       |
| -------- | ----------------------------------- | ------------ | ------------ | ------------ | ------------ |
| 1947     | Rómulo Gallegos                     | 1º           | 871 752      | 74,35 / 100  | Eleito       |
| 1958     | Rómulo Betancourt                   | 1º           | 1 284 092    | 49,18 / 100  | Eleito       |
| 1963     | Raúl Leoni                          | 1º           | 957 574      | 32,81 / 100  | Eleito       |
| 1968     | Gonzalo Barrios                     | 2º           | 1 050 806    | 28,24 / 100  | Não eleito   |
| 1973     | Carlos Andrés Pérez                 | 1º           | 2 130 743    | 48,71 / 100  | Eleito       |
| 1978     | Luis Maria Piñerua Ordaz            | 2º           | 2 309 577    | 43,31 / 100  | Não eleito   |
| 1983     | Jaime Lusinchi                      | 1º           | 3 773 731    | 56,72 / 100  | Eleito       |
| 1988     | Carlos Andrés Pérez                 | 1º           | 3 868 843    | 52,89 / 100  | Eleito       |
| 1993     | Cláudio Fermín                      | 2º           | 1 325 287    | 23,60 / 100  | Não eleito   |
| 1998     | Henrique Salas Römer (PV) (apoiado) | 2º           | 2 613 161    | 39,97 / 100  | Não eleito   |
| 2000     | Não disputou                        | Não disputou | Não disputou | Não disputou | Não disputou |
| 2006     | Manuel Rosales (UNT) (apoiado)      | 2º           | 4 292 466    | 36,91 / 100  | Não eleito   |
| 2012     | Henrique Capriles (PJ) (apoiado)    | 2º           | 6 591 304    | 44,32 / 100  | Não eleito   |
| 2013     | Henrique Capriles (PJ) (apoiado)    | 2º           | 7 363 980    | 49,12 / 100  | Não eleito   |
| 2018     | Não disputou                        | Não disputou | Não disputou | Não disputou | Não disputou |

### Eleições legislativas

#### Congresso da República da Venezuela
| Eleição | Votos válidos      | %            | Câmara dos Deputados | Câmara dos Deputados | Senado       | Senado       |
| Eleição | Votos válidos      | %            | Assentos             | +/-                  | Assentos     | +/-          |
| ------- | ------------------ | ------------ | -------------------- | -------------------- | ------------ | ------------ |
| 1947    | 838 526            | 70.84        | 83 / 110             | Novo                 | 38 / 46      | Novo         |
| 1952    | Não disputou       | Não disputou | Não disputou         | Não disputou         | Não disputou | Não disputou |
| 1958    | 1 275 973          | 49.45        | 73 / 132             | 10                   | 32 / 51      | 6            |
| 1963    | 936 124            | 32.70        | 66 / 179             | 7                    | 22 / 47      | 10           |
| 1968    | 939 759            | 25.60        | 66 / 214             | 0                    | 19 / 52      | 3            |
| 1973    | 1 955 439          | 44.44        | 102 / 200            | 36                   | 28 / 47      | 9            |
| 1978    | 2 096 512          | 39.70        | 88 / 199             | 14                   | 21 / 44      | 7            |
| 1983    | 3 284 166          | 49.90        | 113 / 200            | 25                   | 28 / 44      | 7            |
| 1988    | 3 123 790          | 43.30        | 97 / 201             | 16                   | 22 / 46      | 8            |
| 1993    | 1 099 728 (Câmara) | 23.30        | 55 / 203             | 42                   | 16 / 50      | 6            |
| 1993    | 1 165 322 (Senado) | 24.10        | 55 / 203             | 42                   | 16 / 50      | 6            |
| 1998    | 1 195 751 (Câmara) | 24.10        | 62 / 207             | 7                    | 21 / 54      | 5            |
| 1998    | 1 246 567 (Senado) | 24.40        | 62 / 207             | 7                    | 21 / 54      | 5            |

#### Assembleia Nacional da Venezuela
| Eleição | Votos válidos               | %                           | Assentos | +/- |
| ------- | --------------------------- | --------------------------- | -------- | --- |
| 2000    | 718 148                     | 16.11                       | 33 / 165 | 29  |
| 2005    | 8 000                       | 0.20                        | 0 / 167  | 33  |
| 2010    | Mesa da Unidade Democrática | Mesa da Unidade Democrática | 14 / 167 | 14  |
| 2015    | Mesa da Unidade Democrática | Mesa da Unidade Democrática | 25 / 167 | 11  |
| 2020    | Aliança Democrática         | Aliança Democrática         | 8 / 277  | 17  |